# Movimiento de Renovación Nacional (Panamá)
El Movimiento de Renovación Nacional (MORENA) fue un partido político panameño de tendencia neoliberal.
Fue fundado el 27 de diciembre de 1993 por una facción disidente del Partido Laborista Agrario (PALA). En las elecciones generales de 1994 se unió a la Alianza por el Cambio '94, que postuló a Rubén Darío Carles como candidato presidencial. El MORENA aportó en las elecciones unos 32.122 votos (3,01% del total) y un diputado de la Asamblea Nacional, pero Carles quedó en cuarto lugar.
En las elecciones generales de 1999 el MORENA se unió a la alianza Unión por Panamá, de la candidata Mireya Moscoso. A pesar de la victoria de Moscoso, el MORENA solamente aportó unos 28.487 votos (2,24% del total) y un diputado a la Asamblea Nacional, por lo que no cumplió la cuota mínima requerida por el Tribunal Electoral y fue disuelto.
|  | 3,01 % |

|  | 2,24 % |